# AS Solidarité
Der AS Solidarité ist ein gabunischer Fußballklub mit Sitz in der Stadt Port-Gentil.

## Geschichte
Der Klub wurde im Jahr 1996 gegründet. Erstmals mit Spielergebnissen taucht die Mannschaft im Coupe du Gabon 2006 auf, dort zog jedoch vor dem Spiel gegen Cercle Mbéri Sportif im Sechzehntel-Finale zurück. Zur Saison 2011/12 stieg die Mannschaft in die erstklassige Championnat National D1 auf und belegte mit 28 Punkten Platz zehn. 2015 erreichte man mit 22 Punkten den zwölften Platz und musste in die zweite Liga absteigen. Im Unterhaus platzierte sich die Mannschaft 2016 im unteren Bereich. Wo der Klub derzeit spielt, ist nicht bekannt.